# Burak Gören
Burak Gören (13 luglio 1975) è un allenatore di pallacanestro turco.